# Adak
|  | Aquest article tracta sobre una de les Illes Aleutianes. Si cerqueu la població que es troba en aquesta illa, vegeu «Adak (Alaska)». |

Adak (en aleutià Adaax) és una illa que forma part de les illes Andreanof, a les Illes Aleutianes, que es troba en el seu extrem occidental. En ella hi ha la població més meridional d'Alaska, Adak.
L'illa té una superfície de 711,18 km², cosa que la fa la 25a illa més gran dels Estats Units. Degut a les ventades, les pluges freqüents i les baixes temperatures, la vegetació és formada principalment per tundra. El punt més alt de l'illa és el Mont Moffett, de 1.196 m.
Després d'assolir un màxim de 6.000 habitants en el punt àlgid de funcionament de la base militar instal·lada a l'illa, el 2010 sols tenia 326 habitants, tots ells a la vila d'Adak, a la part nord de l'illa.

## Història
L'illa Adak ha estat la llar dels aleutians des de l'antiguitat. Durant el segle xviii fou visitada per exploradors russos, però no van instal·lar-hi cap assentament permanent. Durant la Segona Guerra Mundial l'exèrcit imperial japonès va prendre el control de dues de les illes Aleutianes més occidentals, Attu i Kiska. Els japonesos també van atacar la base nord-americana de Dutch Harbor, situada a Amaknak. Com a resposta, l'exèrcit dels Estats Units va iniciar una campanya per expulsar els invasors. Des de la propera base de Cold Bay, els Estats Units van començar a construir bases a les illes Aleutianes occidentals des d'on poder llançar operacions contra els japonesos. L'illa d'Adak va ser escollida per instal·lar-hi un camp d'aviació, entrant en funcionament el setembre de 1942. L'11 de maig de 1943, els soldats nord-americans van desembarcar a l'illa d'Attu, derrotant a la guarnició japonesa. 2.300 japonesos i 550 estatunidencs hi van perdre la vida. Esperant una batalla similar a l'illa de Kiska, els soldats estatunidencs hi van desembarcar el 15 d'agost de 1943, però van trobar-se que els japonesos havien estat evacuats en secret per les forces navals japoneses des del finals de maig de 1943. Amb tot, fins a 313 soldats estatunidencs van morir a causa de foc amic, mines i altres dispositius antipersona durant les operacions per recuperar l'illa de Kiska. El 1953 les restes de 236 soldats japonesos enterrats al cementiri d'Adak foren traslladades al cementiri nacional de Chidorigafuchi, al Japó.
La base naval d'Adak va continuar en funcionament durant la guerra freda, però fou tancada el març de 1997. Poc després, la vila d'Adak es va traslladar a l'antiga base.

## Clima

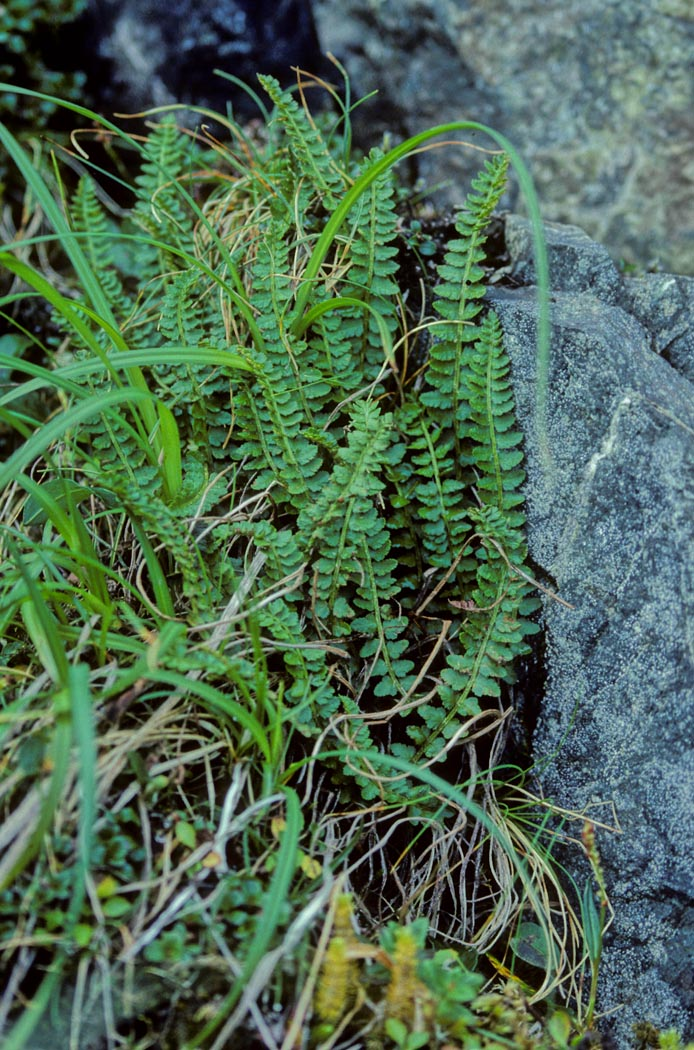
Polystichum aleuticum

Adak es troba en una zona de clima marítim, que es caracteritza per cels persistentment ennuvolats, temperatures moderades, forts vents i freqüents depressions. Entre juny i juliol el cel es manté ennuvolat a Adak una mitjana del 75% dels dies, percentatge que baixa al 50% entre octubre i febrer. La boira és un fenomen freqüent, amb 173 dies de mitjana a l'any. Són el juliol i l'agost els mesos en què aquesta predomina més, mentre durant l'hivern és quan menys n'hi ha. Les temperatures oscil·len entre els -7º i els 15 °C, amb un rècord de 24 °C l'agost de 1956 i un mínim històric de -16 °C el gener de 1963 i febrer de 1964. La mitjana anual de dies de pluja mesurable és de 341 dies.

## Flora i fauna
L'illa presenta una vegetació formada principalment per tundra. Entre les espècies presents destaca la Polystichum aleuticum, una espècie en perill d'extinció que només es troba en aquesta illa.
El 1980 es va crear el Refugi Nacional de Vida Salvatge de les Illes Aleutianes i gran part de l'illa Adak es va incloure dins els seus límits.
El Departament de Pesca i Caça d'Alaska va introduir uns 200 caribús a l'illa per a prevenir la fam. El ramat ha crescut i actualment és una destinació de caça popular.

## Geologia
Els volcans Adagdak i Moffett es troben a l'illa Adak. El tipus de roca ígnia adakita porta el nom en record a l'illa.